# Paracompsus pygidialis
Paracompsus pygidialis es una especie de coleóptero de la familia Attelabidae.

## Distribución geográfica
Habita en Nepal.